# Portabilität (Krankenversicherung)
Die Portabilität ist ein Begriff aus dem Versicherungswesen, welcher die Übertragung von Rechten, die Versicherte bei einem Versicherungsunternehmen erworben haben, auf ein anderes Versicherungsunternehmen oder einen Tarif beim selben Versicherungsunternehmen beschreibt. Besondere Bedeutung kommt der Portabilität im Bereich der betrieblichen Altersvorsorge und der privaten Krankenversicherung zu. Durch die Übertragung der Rechte wird der Versicherte in die Lage versetzt, im Fall:
- der bAV (betriebliche Altersvorsorge) die Anwartschaften zu einem neuen Arbeitgeber mitzunehmen und die Altersvorsorge lückenlos fortzuführen (ausschlaggebend ist hier § 4 BetrAVG),
- der privaten Krankenversicherung den Beitragsteil für Altersrückstellungen zu einem neuen Versicherer mitzunehmen, um das Absinken des Versicherten in der Tarifstufe beim neuen Versicherer zu vermeiden.

## Portabilität in der PKV zwischen Versicherern
Bis zum Inkrafttreten der im Juli 2006 beschlossenen Gesundheitsreform war es in der privaten Krankenversicherung nicht möglich, individuelle Beitragsteile aus den Altersrückstellungen der Versicherer beim Versicherungswechsel abzuziehen. Grund war die Tatsache, dass die Rückstellungen nicht individuell, sondern je Gewinnverband verbucht wurden. Daraus ergab sich für die Versicherten ein Lock-in-Effekt: Ab einer gewissen Höhe der Rückstellungen war der Versicherungswechsel durch die Beitragsverluste unrentabel und aus ökonomischer Sicht nicht mehr lohnend.
Erst durch die Gesundheitsreform und die Einführung des Basistarifs sind grundlegende Änderungen in Kraft getreten, Versicherte können – unter bestimmten Umständen – einen Teil der angesparten Altersrückstellungen beim Versicherungswechsel mitnehmen. Ausschlaggebend für die Mitnahme bzw. die Höhe der übertragbaren Altersrückstellungen sind §§ 146 und 149 des Versicherungsaufsichtsgesetzes (VAG). 
Hier wird unter anderem über § 146 Abs. 1 Nr. 5 VAG festgelegt, dass die Altersrückstellungen in der Höhe des Wertes mitgegeben werden, die den Leistungen im Basistarif entsprechen. Allerdings schränkt § 152 Abs. 2 Satz 2 VAG die Portabilität für Bestandskunden insofern ein, als er die Mitnahme der Altersrückstellungen für Verträge mit einem Abschlusszeitpunkt vor dem 1. Januar 2009 ausschließt. Nach dem früheren § 12 Abs. 1b Satz 2 VAG a. F. war die Mitnahme bei diesen Verträgen nur über einen Zeitraum von sechs Monaten – also bis zum 30. Juni 2009 – möglich. Aus diesem Grund steht die begrenzte Portabilität der Alterungsrückstellungen zu einem anderen Anbieter weiter in der Kritik von Verbraucherschützern.

## Portabilität innerhalb einer Versicherung (Umtarifierung)
Neben der Übertragung der Rechte zwischen verschiedenen Versicherungsunternehmen lassen sich Altersrückstellungen auch innerhalb eines Versicherungsunternehmens zwischen verschiedenen Tarifen übertragen. Grundlage bildet hierzu das Versicherungsvertragsgesetz (VVG), welches in § 204 VVG den Tarifwechsel (in der alten Fassung bis Ende 2007 § 178 f. VVG) und die daraus entstehende Mitnahme von Rechten durch den Versicherten regelt.
Trotz der eindeutigen Rechtslage versuchen einige Versicherungen, den Tarifwechsel zu umgehen. Grund ist mitunter, dass den alten Tarifgemeinschaften (Alttarife) durch die Mitnahme der Rückstellungen erhebliche finanzielle Mittel entzogen und damit deren ursprüngliche Kalkulationsgrundlagen zerstört werden. Die Versicherungen müssen durch diesen Effekt massive Verwerfungen und schließlich auch Unwirtschaftlichkeit in Alttarifen befürchten.
Nach § 204 Abs. 1 Nr. 1 VVG ist eine Übertragung in einen leistungsgleichen Tarif vollumfänglich möglich. Strebt der Versicherungsnehmer dagegen den Wechsel in den Basistarif an, gelten ähnliche Bedingungen wie im Fall des Versicherungswechsels. Die Altersrückstellungen lassen sich nur portieren, wenn der Vertrag erst nach dem 1. Januar 2009 zustande gekommen ist bzw. der Versicherungsnehmer das 55. Lebensjahr erreicht oder vor dem 55. Lebensjahr einen bestehenden Anspruch auf eine gesetzliche Rente oder vergleichbare Altersbezüge geltend gemacht hat. Versicherungsnehmer mit Verträgen aus der Zeit vor dem 1. Januar 2009 konnten den Tarifwechsel in den Basistarif nach § 204 Abs. 1 Nr. 1 VVG nur bis 1. Juli 2009 anstreben.

## Kritik an der Portabilität in der PKV
Bis zum 1. Januar 2009 bestand für die Versicherten der privaten Krankenversicherung keinerlei Möglichkeit, erworbene Altersrückstellungen beim Versicherungswechsel zu übertragen, sie waren ab einer gewissen Versicherungsdauer an ihren Versicherer aus ökonomischer Sicht gebunden. Mit Einführung der Portabilität über das Versicherungsvertragsgesetz hat sich diese Situation entspannt, die Regelungen geben trotzdem Anlass zur Kritik.
- Besonders Bestandskunden mit Verträgen aus der Zeit vor dem 1. Januar 2009 stand nur ein Zeitfenster von sechs Monaten zur Verfügung. Im Fall späterer Versicherungswechsel ist das Szenario ähnlich der Situation vor dem 1. Januar 2009, der Lock-in-Effekt bleibt ein Problem. Insofern entsteht gegenüber Versicherten mit Verträgen nach dem 1. Januar 2009 ein besonderer Nachteil, als dass diese ein Eigentumsverfügungsrecht an den individuellen Altersrückstellungen ausüben können.
- Gerade aus Sicht der Versicherten ist die Tatsache, dass Altersrückstellungen nicht individuell, sondern kollektiv gebildet, zusammengefasst und bei Austritt aus dem Kollektiv vererbt werden, problematisch. Das Ergebnis ist die Tatsache, dass eine 100-prozentige Individualisierung der Altersrückstellungen nicht möglich ist, daher trotz Portabilität seit dem 1. Januar 2009 ein ökonomisches Restrisiko für den Versicherten verbleibt.

Die Verbraucherzentralen fordern unter anderem umfassende Reformen des privaten Systems sowie die Mitnahme der Rückstellungen für alle PKV-Versicherten.

## Portabilität und Bürgerversicherung
Aufgrund der zunehmenden Probleme im Bereich der Finanzierung des Gesundheitswesens haben sich unterschiedliche Modelle zur Bürgerversicherung entwickelt, welche das duale System aus PKV und GKV zusammenführen wollen. Speziell im Bereich der Portabilität von Altersrückstellungen aus der privaten Krankenversicherung ergeben sich hieraus verfassungsrechtliche Probleme, da die gesetzliche Krankenversicherung auf dem Solidaritätsprinzip beruht, während die PKV als substitutive Krankenversicherung nach § 146 VAG nach Art der Lebensversicherung geführt wird und u. a. Altersrückstellungen nach § 341f HGB und § 149 VAG bildet.
Es ist ungeklärt, was mit Altersrückstellungen von Privatversicherten geschehen soll. Manche Modelle sehen vor, dass die ursprünglich für die persönliche Vorsorge im Alter aufgebauten privaten Rückstellungen in den Gesundheitsfonds der integrierten Krankenversicherung einfließen sollen. Otto Depenheuer erhob in einem 2006 für den Verband der Privaten Krankenversicherung erstellten Gutachten gegen eine Portierung der Altersrückstellungen über Systemgrenzen hinaus verfassungsrechtliche Bedenken: Durch die Portabilität der Altersrückstellungen zwischen PKV und GKV, die keine Altersrückstellungen kennt, komme es zu deren Vereinnahmung durch die Krankenkassen und Auflösung. Daraus ergäben sich Verstöße gegen die im Grundgesetz festgelegten Eigentumsrechte der Versicherten sowie die staatlichen Schutzpflichten bezüglich der Altersrückstellungen. Die (potenzielle) Mitnahme von PKV-Rückstellungen in die GKV sei ein Missverhältnis, zumal in der GKV keine Rückstellung gebildet werden.